# Hendricus Gerardus van de Sande Bakhuyzen

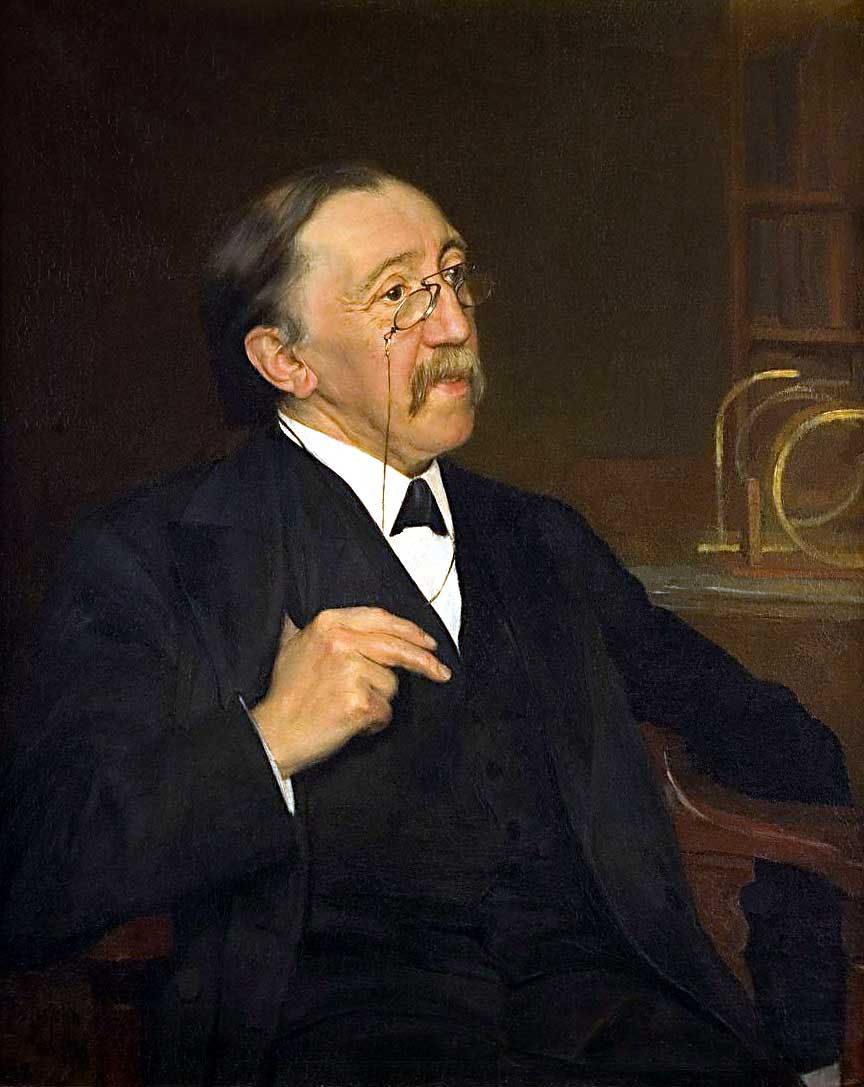
Hendricus Gerardus van de Sande Bakhuyzen

Hendricus Gerardus van de Sande Bakhuyzen, auch: Hendrik Gerard van de Sande Bakhuijzen, (* 2. April 1838 in Den Haag; † 8. Januar 1923 in Leiden) war ein niederländischer Astronom. Er war vor allem in der Positionsastronomie und der Beobachtung von Planeten tätig und war einer der ersten, der im Detail systematische Messfehler untersuchte.

## Leben
Hendricus Gerardus wurde als Sohn des Landschaftsmalers Hendrik van de Sande Bakhuyzen (* 2. Januar 1795 in Den Haag; † 12. Dezember 1860 ebenda) und dessen Frau Sophia Wilhelmine Kiehl (* 23. Dezember 1804 Schloß Oranienstein; † 1881) geboren. Nach dem Besuch des Gymnasiums in Den Haag frequentierte er ab 1855 die bürgerliche polytechnische Ingenieurschule in Delft. Hier erhielt er am 1. Juni 1859 sein Ingenieurdiplom und immatrikulierte sich am 2. März 1860 an der Universität Leiden, wo er ein Studium der Mathematik und Physik absolvierte. Seine prägenden Lehrer wurden hier Gideon Jan Verdam, Pieter Leonard Rijke und Frederik Kaiser. Am 21. April 1863 promovierte er mit einer Arbeit über die Biegung des Mediankreises, unter dem Titel Over den invloed de buiging op de hoogten van hemellichten met den meridiaanmeter bepaald an der mathematischen und physikalischen Fakultät zum Doktor der Philosophie.
1862 war er bereits als Lehrer am Gymnasium in Den Haag tätig gewesen, hatte ab 1866 ein Jahr lang an der H. B.S. Utrecht unterrichtet und wurde 1867 Professor an der polytechnischen Hochschule in Delft. Nachdem er am 11. Mai 1872 Mitglied der Königlich Niederländischen Akademie der Wissenschaften geworden war, berief man ihn am 3. September 1872 zum Professor der Astronomie an die Universität Leiden. Diese Aufgabe übernahm er am 20. Dezember 1872 mit der Antrittsrede De methode, welke thans bij de beoefening d. sterrenkunde moet gevolgd worden und wurde damit verbunden Direktor der Sternwarte Leiden. Als Lehrkörper der Leidener Hochschule beteiligte er sich auch an den organisatorischen Aufgaben derselben und war 1886/87 Rektor der Alma Mater. Am 27. Juli 1908 wurde er emeritiert und verabschiedete sich am 21. September 1908 in den Ruhestand.

## Mitgliedschaften
Sande Bakhuyzen war Mitglied vieler Gelehrtengesellschaften. So war er Mitglied der Astronomischen Gesellschaft zu Leipzig (gegr. 1844), 1894 Korrespondierendes Mitglied des Bureau des Longitudes, Mitglied der International Association of Geodesy und Mitarbeiter am Sternatlas Carte du Ciel. Seit 1900 war er ständiger Sekretär der Erdmessung und Präsident der Königlich Niederländischen Akademie der Wissenschaften. 1896 wurde er korrespondierendes Mitglied der Académie des sciences.

## Ehrungen
- Orden vom Niederländischen Löwen, Kommandeur
- Orden von Oranien-Nassau, Kommandeur
- Königlicher Kronen-Orden (Preußen)
- Sankt-Stanislaus-Orden
- Offizier der Ehrenlegion
- Leopoldsorden (Belgien), Offizier
- Marskrater, siehe Liste der Marskrater/B

## Familie
Am 19. August 1869 heiratete Sande Bakhuyzen in Rotterdam Geertruida van Vollenhoven (* 19. Dezember 1840 in Rotterdam; † 23. Januar 1910 in Leiden), die Tochter des Kaufmanns Adriaan van Vollenhoven (* 23. Januar 1801 in Rotterdam; † 25. Juni 1871 ebenda) und dessen Frau Rudolfina Maria Louisa Baelde (* 6. November 1809 in Rotterdam; † 18. November 1848 ebenda). Aus dieser Ehe stammen Kinder. Von diesen kennt man:
- Rudolfina Maria Louisa van de Sande Bakhuijzen
- Henriette Wilhelmina van de Sande Bakhuijzen (* Delft; † 15. August 1944 in Leiden)
- Henri van de Sande Bakhuijzen (* 14. November 1878 in Leiden)
- Marie van de Sande Bakhuijzen (* 30. Januar 1882 in Leiden; † 22. April 1885 ebenda)
- Adriaan van de Sande Bakhuijsen (18. April 1874 in Leiden; † 23. April 1951 ebenda) verh. mit Mary Mason Hasell und mit Sophia Aletta Wilhelmina Gericke

## Werke
Sande Bakhuyzen hatte sich im Laufe seiner Wirkungszeit einen Ruf als exakter Positionsbestimmer von Sternen erarbeitet. Hierzu hatte er verschiedene Abhandlungen bei in- und ausländischen Fachjournalen und Zeitschriften seiner Zeit angefertigt. Zudem sind auch einige eigene Werke erschienen. Von diesen kennt man:
- Over den invloed van de buiging op de hoogten van hemellichten met den meridiaanmeter bepaald. Den Haag 1863
- Planetenbeobachtungen. In: Astronomische Nachrichten. Altona, 1864 & 1874 (mit Kam)
- Gronden d. werktuigkunde. Arnhem 1872, 1878
- Einfluss d. Strahlenbrechung im Beobachtungssaale auf die mit d. Meridiankreise bestimmt. Declin. In: Astronomische Nachrichten. Altona, 1868
- Zur Theorie d. Polaristrobometers & d. drehenden Nicols. In: Johann Christian Poggendorff: Annalen der Physik und Chemie. Leipzig, 1872
- Sternschnuppenfall, 17/11. 1872 & Beziehung zum Biela’schen Com. In: Astronomische Nachrichten. Altona, 1873
- Der „schwarze Tropfen“ beim Venusdurchgang. In: Astronomische Nachrichten. Altona, 1874
- Bepaling van de fout in de berkende tijden van contact bij den Venus overgang 1874, uit meritiaanwaarn. V. Venus. In: Verhandelingen der Koninklijke Akademie van Wetenschappen. Afdeeling Natuurkunde. Amsterdam, 1876
- Beobachtungen zur Bestimmung d. Aenderung d. persönl. Durchgangsfehlers mit d. Helligkeit d. Sterne. In: Vierteljahrschrift der Astronomischen Gesellschaft. Leipzig, 1879
- Die AR v. Gill’s Mars Sternen & d. Aenderung d. persönl. Fehlers bei der Beobacht. V. Sternen verschiedener Helligkeit. In: Astronomische Nachrichten. Altona, 1879
- Apparat zur. Bestimmung des absoluten persönl. Fehlers b. Durchgangsbeob. An Meridianinstr. In: Vierteljahrschrift der Astronomischen Gesellschaft. Leipzig, 1879
- Verslag van de Staat der sterrenwacht de Leiden. Leiden 1882–1902 (je 30 Seiten jährlich) in Deutsch: Annalen der Sternwarte Leiden Leiden. 1890–1902, Bd. 5–8
- Catalogus van de bibliothek d. sterrenwacht. Den Haag 1877
- D. Leidener Beobachtungen der südlichen Fundamentalsterne. In: Vierteljahrschrift der Astronomischen Gesellschaft. Leipzig, 1881
- Populair sterrenkundig jaarboek voor 1881 & 82. Leiden 1881 & 82
- Observartory: Saturns ring. In: Monthly Notices of the Royal Astronomical Society. London, 1883
- A. Hohwü †. In: Vierteljahrsschrift der Astronomische Gesellschaft. Leipzig, 1886
- Uitkomster de Rijkswaterpassing. Leiden 1888
- Différ. De longit. Leyde-Paris 1889 (mit Bassot)
- Beschreibung eines Apparats zur Bestimmung des absoluten persönlichen Fehlers, bei Durchgangsbeobachtungen nebst Mittheilung der damit erhaltenen Resultate. Leiden 1889
- Varat. Of latit. Deduced fr. T. obs. Of Polaris 1851–1889. In: Monthly Notices of the Royal Astronomical Society. London, 1891
- Beweging van het zonnenstelsel ten opzichte van de Sterren binnen den melkweg dezelfde is als die voor de sterren daarbuiten. In: Verhandelingen der Koninklijke Akademie van Wetenschappen. Afdeeling Natuurkunde. Amsterdam, 1892
- Mesure des clichés d’aprés la méthode des coord. Rectangulaires. In: Bulletin du comité international permanent pour l'exécution photographique de la carte du ciel. Paris, 1892
- Eigenbeweging van het Zonnestelsel, afgeleid uit de eigen beweg. van Sterren. In: Verhandelingen der Koninklijke Akademie van Wetenschappen. Afdeeling Natuurkunde. Amsterdam, 1894
- Résultats d’une compensat. Du réseau d. longitudes. In: Astronomische Nachrichten. Altona, 1894
- Verander d. poolshoogte. In: Verhandelingen der Koninklijke Akademie van Wetenschappen. Afdeeling Natuurkunde. Amsterdam, 1894; in Deutsch: Änderung der Polhöhe. In: Astronomische Nachrichten. Altona, 1894
- Getijtafel voor Hoek van Holland. 1895
- Getijden te Helder, Ymuiden en Hoek. In: Verhandelingen der Koninklijke Akademie van Wetenschappen. Afdeeling Natuurkunde. Amsterdam, 1895
- Nombre & choix des étoiles de repére. In: Bulletin du comité international permanent pour l'exécution photographique de la carte du ciel. Paris 1895
- Mouv. Du syst. Solaire déduit de différents groupes d’étoiles. In: Bulletin du comité international permanent pour l'exécution photographique de la carte du ciel. Paris, 1895
- D. van den Helder. 1897
- Déterminat. De l’ erreur de project. Des l’ appareil de Repsold pour la mesure des clichés astrophotograph. In: Verhandelingen der Koninklijke Akademie van Wetenschappen. Afdeeling Natuurkunde. Amsterdam, 1897
- Untersuchungen über die Rotationszeit des Planeten Mars und über Aenderungen seiner Flecke. In: Annalen van de Sterrewacht te Leiden. Leiden, 1897 (Online)
- Détermin. De la différ. De longitude Leyde-Greenwich, 1880 & 81. In: Annalen van de Sterrewacht te Leiden. Leiden, 1897 (mit seinem Bruder Ernst Frederik van de Sande Bakuyzen)
- Verdeel. Des sterren in de ruimte. In: Verhandelingen der Koninklijke Akademie van Wetenschappen. Afdeeling Natuurkunde. Amsterdam, 1898
- Terugvinden v. de komeet van Holmes volgens de bereken. V. H. J. Zwiers. In: Verhandelingen der Koninklijke Akademie van Wetenschappen. Afdeeling Natuurkunde. Amsterdam, 1900
- Catalog von Sternen aus Astromischen Nachrichten. 1901
- Verteilung der Sterne im Raume nach der Grösse der Eigenbewegung. In: Astronomische Nachrichten. Altona, 1898
- Rapport over d. vertificatie van’s Rijks Zeeinstrumenten. In: Tijdschrift voor het Zeewezen. Amsterdam 1875
- Beschouwingen over de plaatsing d. magneetnaadeln onder kompasrosen. In: Tijdschrift voor het Zeewezen. Amsterdam, 1875
- Réduct. D. positions d. étoiles sur l. chlichés photographiques. In: Archives Néerlandaises des Sciences Exactes et Naturelles. Haarlem, 1900
- Influence de l’éclat de l’étoile sur le temps de percept. & sur l’équat. In: Archives Néerlandaises des Sciences Exactes et Naturelles. Haarlem, 1901
- Album Amicorum. Leiden 1908 (Online)